# Castello di Montauto
Il castello di Montaùto si trova a Impruneta, in via di Montauto 124.

## Storia e descrizione
Il castello, che sorge a 168 m.s.l. sulla sommità di un poggio conico che domina la via Chiantigiana, venne edificato nell'anno 980 per scopi difensivi dalla potente famiglia Gherardini e a cavallo tra i secoli XIII e XIV fu al centro di aspre contese tra le fazioni dei guelfi e ghibellini prima e poi tra quelli ancora più violenti tra guelfi bianchi e neri. Il toponimo deriva da una contrazione di "monte Acuto". Il nucleo più antico del castello è l'alto torrione duecentesco, ancora esistente al centro della proprietà, circondato da una specie di mastio rustico, con paramento in pietra a vista.
Già degli Adimari, verso il 1550 l'edificio venne ampliato e trasformato in una villa suburbana per il mercante fiorentino Bastiano Ciaìni, che possedeva anche l'antistante villa Il Cerretino e che chiamò uno degli architetti più richiesto del momento, Domenico di Baccio d'Agnolo. A quell'epoca risalgono anche le numerose decorazioni a grottesche degli interni e della loggetta sul lato sud, mentre quella nord è in più sobrio stile fiorentino, con colonne e una serliana profilata in pietra serena. Il proprietario, che non tardò a farsi chiamare "di Montaguto", subì però un tracollo finanziario e pochi anni dopo il complesso fu acquistato dai Niccolini. A essi spetta l'iniziativa di costruire la loggia in pietra serena sul lato ovest.
La proprietà è circondata da un parco romantico di cipressi e lecci che la nascondono, voluto dai Bellucci Mascagni (proprietari dal 1892), con una cappellina esterna al primo cerchio di mura, dall'aspetto austero e semplice all'esterno e decorata all'interno da un affresco attribuito alla scuola di Giorgio Vasari. La lunetta è decorata da una terracotta con Santa Lucia, della scuola di Luca della Robbia.
Dopo un periodo di oblio, nel secondo dopoguerra il castello fu acquistato dall'editore Enrico Vallecchi, che lo restaurò accuratamente e, dal 1957, ne fece la sua residenza. Con la moglie Maria Luigia Guaita vi raccolse un'importante collezioni di dipinti, incisioni e disegni del Novecento italiano.

## Opere già a Montauto
- Madonna col Bambino (Filippo Lippi Parma)